# (1650) Heckmann
(1650) Heckmann es un asteroide perteneciente al cinturón de asteroides descubierto por Karl Wilhelm Reinmuth el 11 de octubre de 1937 desde el observatorio de Heidelberg-Königstuhl, Alemania.

## Designación y nombre
Heckmann recibió inicialmente la designación de 1937 TG.
Más tarde se nombró en honor del astrónomo alemán Otto Heckmann (1901-1983).

## Características orbitales
Heckmann orbita a una distancia media del Sol de 2,436 ua, pudiendo alejarse hasta 2,834 ua y acercarse hasta 2,038 ua. Tiene una inclinación orbital de 2,747° y una excentricidad de 0,1634. Emplea en completar una órbita alrededor del Sol 1388 días.